# Ecphylus pacificus
Ecphylus pacificus är en stekelart som beskrevs av Marsh 1965. Ecphylus pacificus ingår i släktet Ecphylus och familjen bracksteklar. Inga underarter finns listade i Catalogue of Life.